# 吉井温泉 (福岡県)
吉井温泉（よしいおんせん）は、福岡県うきは市（旧国筑後国）にある温泉。

## 泉質
- 炭酸水酸化鉄泉
- 単純温泉
  - 源泉温度36〜42℃

## 温泉街
筑後川の左岸に位置しており、旅館や日帰り温泉施設が存在する。筑後川の対岸には原鶴温泉がある。
対岸原鶴温泉同様、鵜飼いならびに鮎料理が温泉街の名物となっている。

## 歴史
開湯は1956年である。神のお告げにより温泉を発見したとされ、「神の瀬温泉」の異名も持つ。
開湯から12年後の昭和43年11月19日 - 厚生省告示第451号により、国民保養温泉地に指定。

## アクセス
- 鉄道 : 久大本線筑後吉井駅よりタクシーで約7分。